# Majšperk
Majšperk är en kommun belägen i östra Slovenien.